# Karl Adolph Gjellerup
Karl Adolf Gjellerup (Roholte, 2. lipnja 1857. – Klotzsche kraj Dresdena, 11. listopada 1919.), danski književnik.
- Godine 1917. dobio je Nobelovu nagradu za književnost.